# 蒂拉爾普利施托克山
46°37′58.9″N 8°22′31.1″E / 46.633028°N 8.375306°E
蒂拉爾普利施托克山（Tieralplistock），是瑞士的山峰，位於該國中部，處於烏里州和瓦萊州接壤的邊界，屬於烏里山的一部分，海拔高度3,383米，每年平均降雨量2,465毫米。